# Polska Futbol Liga 2 2021
La Polska Futbol Liga 2 2021 è la 1ª edizione del campionato di football americano di secondo livello, organizzato dalla ZFAP. 

## Squadre partecipanti
| Club                  | Città         | Stadio | Sponsor ufficiale | Risultato nella stagione 2020 |
| --------------------- | ------------- | ------ | ----------------- | ----------------------------- |
| Armia Poznań          | Poznań        |        |                   |                               |
| Białe Lwy Gdańsk      | Danzica       |        |                   |                               |
| Hammers Łaziska Górne | Łaziska Górne |        |                   |                               |
| Miners Wałbrzych      | Wałbrzych     |        |                   |                               |
| Rzeszów Rockets       | Rzeszów       |        |                   |                               |
| Wieliczka Dragons     | Wieliczka     |        |                   |                               |
| Wilki Łódzkie         | Łódź          |        |                   |                               |

## Stagione regolare

### Calendario

#### 1ª giornata
| Łódź 18 aprile 2021, ore 14:00 | Wilki Łódzkie | 36 – 0 referto | Wieliczka Dragons | Chojeński Klub Sportowy\| Arbitro: \| Radziński \| |
| Arbitro:                       | Radziński     |                |                   |                                                    |

#### 2ª giornata
| Wałbrzych 25 aprile 2021, ore 13:30 | Miners Wałbrzych | 6 – 36 referto | Armia Poznań | Stadion sportowy\| Arbitro: \| Przybyła \| |
| Arbitro:                            | Przybyła         |                |              |                                            |

| Danzica 25 aprile 2021, ore 14:00 | Białe Lwy Gdańsk | 23 – 0 referto | Hammers Łaziska Górne | Boisko Rugby Akademii Wychowania Fizycznego i Sportu w Gdańsku\| Arbitro: \| Żak \| |
| Arbitro:                          | Żak              |                |                       |                                                                                     |

#### 3ª giornata
| Poznań 2 maggio 2021, ore 15:00 | Armia Poznań | 42 – 0 referto | Rzeszów Rockets | Stadion Golęcin\| Arbitro: \| Ratajczak \| |
| Arbitro:                        | Ratajczak    |                |                 |                                            |

| Łaziska Górne 3 maggio 2021, ore 13:00 | Hammers Łaziska Górne | 10 – 27 referto | Miners Wałbrzych | Boisko Polonii Łaziska przy Hali sportowej MOSiR\| Arbitro: \| Rączkowski \| |
| Arbitro:                               | Rączkowski            |                 |                  |                                                                              |

#### 4ª giornata
| Danzica 9 maggio 2021, ore 13:00 | Białe Lwy Gdańsk | 14 – 8 (14-0 0-0 0-0 0-8) referto | Wilki Łódzkie | Gdański Stadion Lekkoatletyki i Rugby\| Arbitro: \| Burzec \| |
| Arbitro:                         | Burzec           |                                   |               |                                                               |

| Rzeszów 9 maggio 2021, ore 19:00 | Rzeszów Rockets | 13 – 12 referto | Wieliczka Dragons | Stadion Resovii\| Arbitro: \| Przybyła \| |
| Arbitro:                         | Przybyła        |                 |                   |                                           |

#### 5ª giornata
| Poznań 15 maggio 2021, ore 13:00 | Armia Poznań  | 27 – 7 (13-0 7-0 0-0 7-7) referto | Białe Lwy Gdańsk | Stadion Golęcin\| Arbitro: \| Walentynowicz \| |
| Arbitro:                         | Walentynowicz |                                   |                  |                                                |

#### 6ª giornata
| Rudna Mała 22 maggio 2021, ore 13:00 | Rzeszów Rockets | 6 – 20 (0-8 0-6 0-6 6-0) referto | Miners Wałbrzych | KS Rudzik\| Arbitro: \| Walentynowicz \| |
| Arbitro:                             | Walentynowicz   |                                  |                  |                                          |

| Cracovia 23 maggio 2021, ore 13:30 | Wieliczka Dragons | 0 – 15 referto | Armia Poznań | Międzyszkolny Ośrodek Sportowy\| Arbitro: \| Soczówka \| |
| Arbitro:                           | Soczówka          |                |              |                                                          |

| Łódź 23 maggio 2021, ore 14:00 | Wilki Łódzkie | 44 – 6 (8-0 22-0 6-0 8-6) referto | Hammers Łaziska Górne | Chojeński Klub Sportowy\| Arbitro: \| Pruszkowski \| |
| Arbitro:                       | Pruszkowski   |                                   |                       |                                                      |

#### 7ª giornata
| Wałbrzych 30 maggio 2021, ore 12:00 | Miners Wałbrzych | 0 – 7 referto | Białe Lwy Gdańsk | Stadion Tysiąclecia\| Arbitro: \| Walentynowicz \| |
| Arbitro:                            | Walentynowicz    |               |                  |                                                    |

| Łaziska Górne 30 maggio 2021, ore 14:00 | Hammers Łaziska Górne | 0 – 9 referto | Rzeszów Rockets | Boisko Polonii Łaziska przy Hali sportowej MOSiR\| Arbitro: \| Cichoń \| |
| Arbitro:                                | Cichoń                |               |                 |                                                                          |

#### 8ª giornata
| Poznań 5 giugno 2021, ore 14:00 | Armia Poznań | 28 – 6 referto | Wilki Łódzkie | Stadion Golęcin\| Arbitro: \| Pruszkowski \| |
| Arbitro:                        | Pruszkowski  |                |               |                                              |

| Danzica 6 giugno 2021, ore 13:00 | Białe Lwy Gdańsk | 14 – 26 referto | Wieliczka Dragons | Gdański Stadion Lekkoatletyki i Rugby\| Arbitro: \| Pruszkowski \| |
| Arbitro:                         | Pruszkowski      |                 |                   |                                                                    |

#### 9ª giornata
| Łaziska Górne 12 giugno 2021, ore 14:00 | Hammers Łaziska Górne | 6 – 52 (6-14 0-14 0-8 0-16) referto | Armia Poznań | Boisko Polonii Łaziska przy Hali sportowej MOSiR\| Arbitro: \| Pruszkowski \| |
| Arbitro:                                | Pruszkowski           |                                     |              |                                                                               |

| 13 giugno 2021, ore 14:00 | Wieliczka Dragons | 24 – 0 (0-8 7-6 7-0 6-8) referto | Miners Wałbrzych | \| Arbitro: \| Burzec \| |
| Arbitro:                  | Burzec            |                                  |                  |                          |

| Łódź 13 giugno 2021, ore 14:00 | Wilki Łódzkie | 42 – 0 (20-0 8-0 6-0 8-0) referto | Rzeszów Rockets | Chojeński Klub Sportowy\| Arbitro: \| Radziński \| |
| Arbitro:                       | Radziński     |                                   |                 |                                                    |

#### 10ª giornata
| Krasne 19 giugno 2021, ore 13:00 | Rzeszów Rockets | 6 – 39 referto | Białe Lwy Gdańsk | Boisko klubu LKS Strumyk Malawa\| Arbitro: \| Soczówka \| |
| Arbitro:                         | Soczówka        |                |                  |                                                           |

| Wieliczka 19 giugno 2021, ore 13:45 | Wieliczka Dragons | 26 – 21 referto | Hammers Łaziska Górne | Małopolska Arena Lekkoatletyczna\| Arbitro: \| Przybyła \| |
| Arbitro:                            | Przybyła          |                 |                       |                                                            |

| Wałbrzych 20 giugno 2021, ore 13:00 | Miners Wałbrzych | 7 – 6 referto | Wilki Łódzkie | Stadion Tysiąclecia\| Arbitro: \| Walentynowicz \| |
| Arbitro:                            | Walentynowicz    |               |               |                                                    |

### Classifica
La classifica della regular season è la seguente:
- PCT = percentuale di vittorie, G = partite giocate, V = partite vinte,  P = partite perse, PF = punti fatti, PS = punti subiti

| Pos. | Squadra               | PCT   | G | V | P | PF  | PS  |
| ---- | --------------------- | ----- | - | - | - | --- | --- |
| 1    | Armia Poznań          | 1.000 | 6 | 6 | 0 | 200 | 25  |
| 2    | Białe Lwy Gdańsk      | .667  | 6 | 4 | 2 | 104 | 67  |
| 3    | Wilki Łódzkie         | .500  | 6 | 3 | 3 | 142 | 55  |
| 4    | Wieliczka Dragons     | .500  | 6 | 3 | 3 | 88  | 99  |
| 5    | Miners Wałbrzych      | .500  | 6 | 3 | 3 | 60  | 89  |
| 6    | Rzeszów Rockets       | .333  | 6 | 2 | 4 | 34  | 155 |
| 7    | Hammers Łaziska Górne | .000  | 6 | 0 | 6 | 43  | 181 |

## Playoff

### Tabellone
|  | Semifinali | Semifinali        | Semifinali |               |    | Finale       | Finale | Finale |  |
|  |            |                   |            |               |    |              |        |        |  |
|  | 1          | Armia Poznań      | 34         |               |    |              |        |        |  |
|  | 1          | Armia Poznań      | 34         |               |    |              |        |        |  |
|  | 4          | Wieliczka Dragons | 0          |               |    |              |        |        |  |
|  | 4          | Wieliczka Dragons | 0          |               | 1  | Armia Poznań | 29     |        |  |
|  |            |                   |            |               | 1  | Armia Poznań | 29     |        |  |
|  |            |                   | 3          | Wilki Łódzkie | 20 |              |        |        |  |
|  | 2          | Białe Lwy Gdańsk  | 3          | Wilki Łódzkie | 20 | 7            |        |        |  |
|  | 2          | Białe Lwy Gdańsk  |            |               |    |              |        |        |  |
|  | 3          | Wilki Łódzkie     | 14         |               |    |              |        |        |  |

### Semifinali
| Poznań 3 luglio 2021, ore 15:00 | Armia Poznań | 34 – 0 (14-0 12-0 8-0 0-0) referto | Wieliczka Dragons | Stadion Żużlowy\| Arbitro: \| Radziński \| |
| Arbitro:                        | Radziński    |                                    |                   |                                            |

| Danzica 4 luglio 2021, ore 13:00 | Białe Lwy Gdańsk | 7 – 14 (0-6 0-0 0-0 7-8) referto | Wilki Łódzkie | Boisko Rugby Akademii Wychowania Fizycznego i Sportu w Gdańsku\| Arbitro: \| Burzec \| |
| Arbitro:                         | Burzec           |                                  |               |                                                                                        |

### XI Finale
| Poznań 10 luglio 2021, ore 13:00 | Armia Poznań                                           | 29 – 20 referto | Wilki Łódzkie | Stadion Golęcin\| Arbitri: \| Cichoń Oraczewski Goździk Cymara Kamieniecka Ratajczak \| |
| Arbitri:                         | Cichoń Oraczewski Goździk Cymara Kamieniecka Ratajczak |                 |               |                                                                                         |

## XI Finale
La finale è stata disputata il 10 luglio 2021 allo Stadion Golęcin di Poznań. L'incontro è stato vinto dall'Armia Poznań sui Wilki Łódzkie con il risultato di 29 a 20.

## Verdetti
- Armia Poznań Vincitori della PFL2 2021